# John Mallory Asher
Pour les articles homonymes, voir Asher (homonymie).
John Mallory Asher (né le 13 janvier 1971) est un acteur, réalisateur, scénariste et directeur de la photographie américain.
Il s'est fait connaître grâce à son rôle de Gary dans la série Code Lisa en 1994.

## Biographie
Asher est né John Mallory à Los Angeles en Californie, son père est l'acteur Edward Mallory (en) et sa mère l'actrice Joyce Bulifant (en). Il se marie avec l'actrice Jenny McCarthy le 11 septembre 1999 ; ils divorcent en septembre 2005.

## Filmographie

### Acteur
- 1990 : Beverly Hills 90210
- 1991 : Mariés, deux enfants (Married… with Children) : saison 5 épisode 21 : Bob
- 1991 : La Maison hantée (en) (The Haunted)
- 1991 : Femmes d'affaires et dames de cœur (Designing Women)
- 1991 : Madame est servie (Who's the Boss?)
- 1992 : Frozen Assets (en) de George T. Miller
- 1992 : Les aventures du jeune Indiana Jones (Princeton février 1916)
- 1992 : Notre Belle Famille (Step by Step) saison 2 épisode 9
- 1993 : Showdown (en)
- 1994 : Double Dragon : Smart Ass Mohawk
- 1994-1996 : Code Lisa : Gary Wallace
- 1996 : Time Well Spent
- 1997 : Gun
- 1998 : Les Naufragés du Pacifique (The New Swiss Family Robinson) de Stewart Raffill
- 2000 : Space Cowboys de  Clint Eastwood
- 2001 et 2002 : Going to California (en)
- 2003 : Rubbing Charlie
- 2003 : Fastlane saison 1 épisode 10 : Shane
- 2004 : Las Vegas saison 1 épisode 17 : Calvin "Doc" Haynes
- 2007 : NCIS : Enquêtes spéciales : saison 5 épisode 3 : Fred Rinnert
- 2007 : Les Experts : saison 8 épisode 5 : Zack Putrid
- 2007 : October Road : saison 2 épisode 6 : Ronald Buckman
- 2010 : Ghost Wisperer : saison 5 épisode 18 : Charlie Hammond
- 2011 : U.S. Marshals, protection de témoins : saison 4 épisode 3 : Jimmy Hart / Jimmy Woodhead
- 2012 : The Mentalist : Doug Feiner

### Réalisateur
Liste non exhaustive
- 2016 : Po

## Récompense
- Festival international du film sur le handicap 2016 : Po